# Xã Summit, Quận Beltrami, Minnesota
Xã Summit (tiếng Anh: Summit Township) là một xã thuộc quận Beltrami, tiểu bang Minnesota, Hoa Kỳ. Năm 2010, dân số của xã này là 251 người.